# Кијевско
Кијевско (рус. Киевское) насељено је место руралног типа (цело) на југу европског дела Руске Федерације. Налази се у западном делу Краснодарске покрајине и административно припада њеном Кримском рејону.
Према подацима националне статистичке службе РФ за 2010, село је имало 9.741 становника.

## Географија
Село се налази у западном делу Краснодарске покрајине, у западном делу Закубањске наплавне равнице.
Село лежи на око 15 км северозападно од рејонског центра, града Кримска, односно на око 90 km западно од покрајинске престонице Краснодара.

## Историја
Село су 1804. основали досељеници из тадашње Кијевске губерније.
Специфично је по томе што је у његовој близини 1864. направљена прва нафтна бушотина на тлу Русије.

## Демографија
Према подацима са пописа становништва 2010. у селу је живело 9.741 становника.
| 2002. | 2010. |
| ----- | ----- |
| 9.700 | 9.741 |